# Виго, Алекс
Алекс Виго Гамальель (исп. Alex Vigo Gamaliel; род. 28 апреля 1999, Парана) — аргентинский футболист, защитник клуба «Ривер Плейт», выступающий на правах аренды за «Црвену звезду».

## Биография
Виго — воспитанник клуба «Колон». В 2018 году Алекс был включён в заявку основной команды. 28 января 2019 года в матче против «Архентинос Хуниорс» он дебютировал в аргентинской Примере.
В 2021 году Виго перешёл в «Ривер Плейт», и вместе с «миллионерами» выиграл чемпионат Аргентины. Однако защитник так и не смог стать твёрдым игроком основного состава, а после усиления команды в межсезонье Марсело Гальярдо разрешил Виго искать новый клуб. В феврале 2022 года Алекс на правах аренды перешёл в «Индепендьенте».

## Титулы и достижения
- Чемпион Аргентины (1): 2021
- Обладатель Суперкубка Аргентины (1): 2019[3]